# 傑奎琳·夏莉
傑奎琳·夏莉（法語：Jacqueline Schalley，1908年10月31日—1997年12月1日）出生於法國諾曼第大區濱海塞納省的鲁昂，是1926年的法國小姐。

## 生平
她從1919年起，住在巴黎並且在女神遊樂廳擔任舞者，1926年成為法國小姐